# Appelle
Appelle är en kommun i departementet Tarn i regionen Occitanien i södra Frankrike. Kommunen ligger i kantonen Puylaurens som tillhör arrondissementet Castres. År 2022 hade Appelle 69 invånare.

## Befolkningsutveckling
Antalet invånare i kommunen Appelle
| Referens: INSEE |